# Utrdbe Irakliona
Utrdbe Irakliona so niz obrambnih zidov in drugih utrdb, ki obdajajo mesto Iraklion (prej Kandija) na Kreti v Grčiji. Prvo mestno obzidje je bilo zgrajeno v srednjem veku, a ga je Beneška republika v celoti obnovila. Utrdbe so uspele zdržati drugo najdaljše obleganje v zgodovini, ki je trajalo 21 let, preden je mesto leta 1669 padlo v roke Osmanov.
Utrdbe Irakliona so Iraklion naredile za enega najbolj utrjenih mest v Sredozemlju. Obzidje je ostalo večinoma nedotaknjeno do danes in velja za eno najbolje ohranjenih beneških utrdb v Evropi.

## Zgodovina

### Bizantinsko in arabsko obzidje
Prve utrdbe v današnjem Iraklionu je zgradilo Bizantinsko cesarstvo. Mesto so leta 824 zavzeli Arabci, s tem je postalo glavno mesto Kretskega emirata. Okoli mesta so zgradili obzidje iz nežgane opeke, tega pa obdali z jarkom. Nova prestolnica je postala znana kot Rabdh al-Khandaq (Rovski grad).
Medtem so Bizantinci skušali Arabcem ponovno zavzeti Kreto zaradi njenega strateškega pomena. Po več neuspešnih poskusih je Nikefor II. Fokas leta 961 uspel zavzeti otok. Porušili so arabske utrdbe in namesto njih je bila zgrajena nova utrdba Rokka. Sčasoma se je naselje povečalo in Bizantinci so zgradili novo obzidje na mestu bivšega arabskega obzidja.
Nekateri ostanki bizantinskega obzidja še vedno obstajajo v bližini pristanišča.

### Beneško obzidje
V zgodnjem 13. stoletju sta Kandija (sodobni Iraklion) in preostali del Krete padla pod nadzor Beneške republike. Sprva so bizantinski zidovi ostali v uporabi in so bili podvrženi različnim spremembam. Po padcu Konstantinopla leta 1453 je naraščajoče Osmansko cesarstvo postalo velika grožnja za Benečane. Zaradi te grožnje in odkritja smodnika so se odločili okoli Kandije zgraditi nove utrdbe. Gradnja se je začela leta 1462, trajala pa je več kot stoletje. Njihova konstrukcija je temeljila na načrtih uglednih vojaških arhitektov Michela Sanmichelija in Giulia Savorgnana.
Z leti so bile utrdbe okrepljene z gradnjo različnih nadzidkov, medtem ko je bila Rocca al Mare (zdaj znana kot trdnjava Koules) zgrajena za zaščito vhoda v pristanišče.

### Osmanska vladavina in novejša zgodovina
Peta osmansko-beneška vojna je izbruhnila, ko je osmanska mornarica prispela pred Kreto 23. junija 1645. Do avgusta je Kandija padla v roke Osmanov, medtem ko je utrdba Retimno padla leta 1646. Beneški garniziji v Kandiji je uspelo vzdržati 21 let in obleganje Kandije ostaja drugo najdaljše obleganje v zgodovini. Mesto se je predalo leta 1669, Benečanom in večini prebivalstva pa je bilo dovoljeno mirno oditi, mesto pa je bilo prihranjeno pred plenjenjem.
Po zasedbi mesta so Osmani popravili in vzdrževali njegove utrdbe. Bastijoni so dobili turška imena, na primer Bastion Martinengo je postal Giouksek Tabia.
Osmani so na kopni strani blizu Rocca al Mare zgradili tudi majhno utrdbo, znano kot Mali Koules. Ta je bila porušena leta 1936 med modernizacijo mesta.
Obzidje je poškodovalo nemško zračno bombardiranje med bitko za Kreto v drugi svetovni vojni, vendar je bila škoda popravljena. Po vojni so nekaj zunanjih delov porušili, da bi naredili prostor za sodobne stavbe, podani pa so bili tudi predlogi za rušenje celotnega mestnega obzidja. Rušenje ni bilo nikoli izvedeno, obzidje pa je ostalo večinoma nedotaknjeno in je med najbolje ohranjenimi beneškimi utrdbami v Evropi.

## Opis
Beneške utrdbe Irakliona so sestavljene iz približno trikotnega zidu. Kopensko pročelje ima sedem bastijonov:
- Bastijon svetega Andreja
- Pantokratorjev bastion
- Betlehemski bastijon
- Bastijon Martinengo
- Jezusov bastijon
- Bastijon Vitturi
- Bastijon Šampionara

Na nekaterih bastijonih so bili zgrajeni kavalirji, obzidje pa je imelo štiri glavna in tri vojaška vrata. Celotno obzidje je bilo obdano z globokim jarkom in različnimi zunanjimi deli, vključno z več revelini in hornwork in crownwork utrdbenimi objekti. Na hribu vzhodno od mesta je bila zgrajena utrdba sv. Dimitrija, ki jo sestavljajo mali bastijon in dva polbastijona.
Ob mestnem pristanišču je bil zgrajen še en obrambni objekt s pogledom na morje. Vhod v pristanišče je varovala trdnjava Koules (prvotno znana kot Rocca al Mare).
Danes je od obmorskega obzidja ohranjena le trdnjava Koules. Kopensko pročelje je nedotaknjeno, vendar so bili uničeni zunanji deli in utrdba sv. Dimitrija. Dvoje od štirih glavnih vrat ostaja nedotaknjenih.